# Вилхелм Кайтел
Вилхелм Бодевин Йохан Густав Кайтел (на немски: Wilhelm Bodewin Johann Gustav Keitel) (22 септември 1882 – † 16 октомври 1946) е немски фелдмаршал и висш военен командир по време на Втората световна война. По време на Нюрнбергските процеси той е подсъдим, признат за виновен и осъден на смърт чрез обесване за военни престъпления.

## Биография

### Произход, образование и постъпване в армията
Вилхелм Кайтел е роден на 22 септември 1882 г. в град Хелмшероде, херцогство Брауншвайг. Син е на Карл Кайтел, земевладелец от средна класа, и жена му – Аполония Визеринг. След завършването на обучението си в Гьотинген, той се впуска във военната кариера през 1901 г., започвайки от офицерски кадет (Fahnenjunker), присъединявайки се към 6-и долносаксонски полеви артилерийски полк. През 1909 г. се жени за Лиза Фонтен, дъщеря на богат земевладелец. Има 6 деца от нея, едно от които умира рано.

### Първа световна война (1914 – 1918)
По време на Първата световна война, Кайтел служи на Западния фронт в редовете на 46-и полеви артилерийски полк. През септември 1914 г., по време на сраженията във Фландрия, той е тежко ранен в лявата ръка от осколка на снаряд.
В началото на 1915 г. постъпва в немския Генерален щаб на армията. След края на войната, остава в новосъздадения Райхсвер и участва в организирането на гранични отряди (Freikorps) на полската граница. Също така служи като щабен офицер в дивизия, а по-късно учи две години в кавалерийското училище в Хановер.

### Между двете световни войни
В края на 1924 г., Кайтел е прехвърлен в Имперското министерство на отбраната (Reichswehrministerium), служейки в армейския отдел (Truppenamt) – името на немския Генерален щаб след Версайския договор. Скоро е повишен в началник на организационния отдел, пост, на който остава и след идването на власт на нацистите през 1933 г. През 1935 г., въз основа на препоръката на генерал Вернер фон Фрич, Кайтел става началник на новосъздадения от нацистите отдел за въоръжените сили Вермахт (Wehrmachtamt).

#### Главното командване на Вермахта (ОКВ)
През 1937 г., Кайтел получава повишение в чин генерал и през следващата година е назначен на поста началник на ОКВ (Oberkommando der Wehrmacht, накратко OKW) в разгара на аферата Бломерг-Фрич и замяната на военното министерство (Reichskriegsministerium) с ОКВ.
За кратко време през октомври 1938 г., Кайтел е военен губернатор на Судетите.

### Втората световна война (1939 – 1945)
През 1940 г., след края на кампанията във Франция, той е повишен във фелдмаршал, заедно с голям брой други немски генерали. Необичайно за щабен офицер, Кайтел е награден с Рицарски кръст, за уреждането на примирието с Франция.
По време на Втората световна война, Кайтел се доказва като слаб и предпазлив: съветва Хитлер против нападението над Франция и се противопоставя на операция „Барбароса“. И двата пъти той подава оставката си, която фюрерът не приема. През 1942 г., Кайтел отново възразява на Хитлер, в защита на действията на фелдмаршал Вилхелм Лист, чиято армия се бори да излезе от безрезултатните и кървави боеве в Кавказ. Това е последният акт на предизвикателство към Хитлер – след това Кайтел никога не оспорва заповедите на фюрера, заради което си спечелва прозвището „Кимащото магаре“.
Кайтел подписва редица заповеди със съмнителен характер по законите на войната, най-известната от които е Заповедта за комисарите, и развързва ръцете на Хайнрих Химлер и неговия расов контрол и последвалия терор в завладените съветски територии. Друга известна заповед е за екзекутирането на всеки заловен френски пилот от изтребителния полк Нормандия-Неман, воюващ на страната на СССР, вместо да бъде третиран като военнопленник.
Кайтел също така спомага за осуетяването на заговора от 20 юли 1944 г., при който е извършено неуспешно покушение срещу Хитлер. По-късно той заема място на последвалия съд, на който са осъдени много офицери, включително фелдмаршал Ервин фон Вицлебен.
През април и май 1945 г., по време на битката за Берлин, Кайтел подтиква различни немски генерали да атакуват съветските войски и да освободят града. Но, в края на войната, никой от тях не е способен да спаси столицата на Германия: нито група армии „Висла“ на Готард Хайнрици, нито групата на Феликс Щайнер, нито 12-а армия на Валтер Венк или 9-а армия на Теодор Бусе.
След самоубийствата на Адолф Хитлер на 30 април и на Йозеф Гьобелс на 1 май, Кайтел става член на краткотрайно просъщестувалото правителство от Фленсбург, ръководено от новия президент на Германия – гросадмирал Карл Дьониц.
На 8 май 1945 г., Дьониц дава правомощия на Кайтел да подпише втория документ на безусловната капитулация в Берлин. Предния ден, Алфред Йодл е подписал първия документ на капитулацията в Реймс, Франция.

## Връзки с нацизма
Като военен офицер, на Кайтел е забранено от закона да се присъедини към НСДАП. Все пак, след бързите успехи на Вермахта в началото на кампанията на Източния фронт, му е дадена „Златна значка“ (почетна) на организацията от Адолф Хитлер, който иска да обвърже военните с политическите успехи. През 1944 г., немските закони са променени и военните офицери са насърчени да се запишат в НСДАП. На Нюрнбергските процеси Кайтел твърди, че е сторил това формално. Всъщност той е един от двамата, които получават почетен статус на партиен член.

## Съд и присъда
Четири дни след капитулацията, Кайтел е арестуван. Скоро застава пред Международния военен трибунал, който повдига срещу него редица обвинения:
- Конспирация за извършване на престъпления срещу мира
- Планиране, започване и провеждане на агресивни войни
- Военни престъпления
- Престъпления срещу човечеството.

Трибуналът отхвърля твърдението на Кайтел, че е изпълнявал заповеди в съответствие с принципа на единоначалие (Führerprinzip) и го намира за виновен по всички обвинения. За да подчертаят криминалния пред военния характер на действията на Кайтел, Съюзниците отхвърлят желанието му да бъде разстрелян от наказателен отряд. Вместо това, той е осъден на смърт чрез обесване. Последните думи на Кайтел са: „Моля Всемогъщия да има милост към германския народ. Повече от два милиона немски войници загинаха за отечеството преди мен. Сега ще последвам синовете си. Всичко за Германия!“ („Ich rufe den Allmächtigen an, er möge sich des deutschen Volkes erbarmen. Über zwei Millionen deutsche Soldaten sind vor mir für ihr Vaterland in den Tod gegangen. Ich folge meinen Söhnen nach. Alles für Deutschland!“)

## Други
- Кайтел присъства на погребението на Цар Борис III през 1943 г.[2]
- Когато се преместват в САЩ след края на Втората световна война, някои от членовете на семейство Кайтел сменят фамилното си име на Кийтъл (Keetle), за да не бъдат свързвани с неговите престъпления.
- Кайтел е изигран от актьора Дитер Ман във филма от 2004 г. „Крахът на Третия райх“.